# Posina (torrente)
Il Posina (Pózena in lingua veneta) è un torrente lungo 14,48 km che scorre nell'omonima valle in provincia di Vicenza.

## Percorso

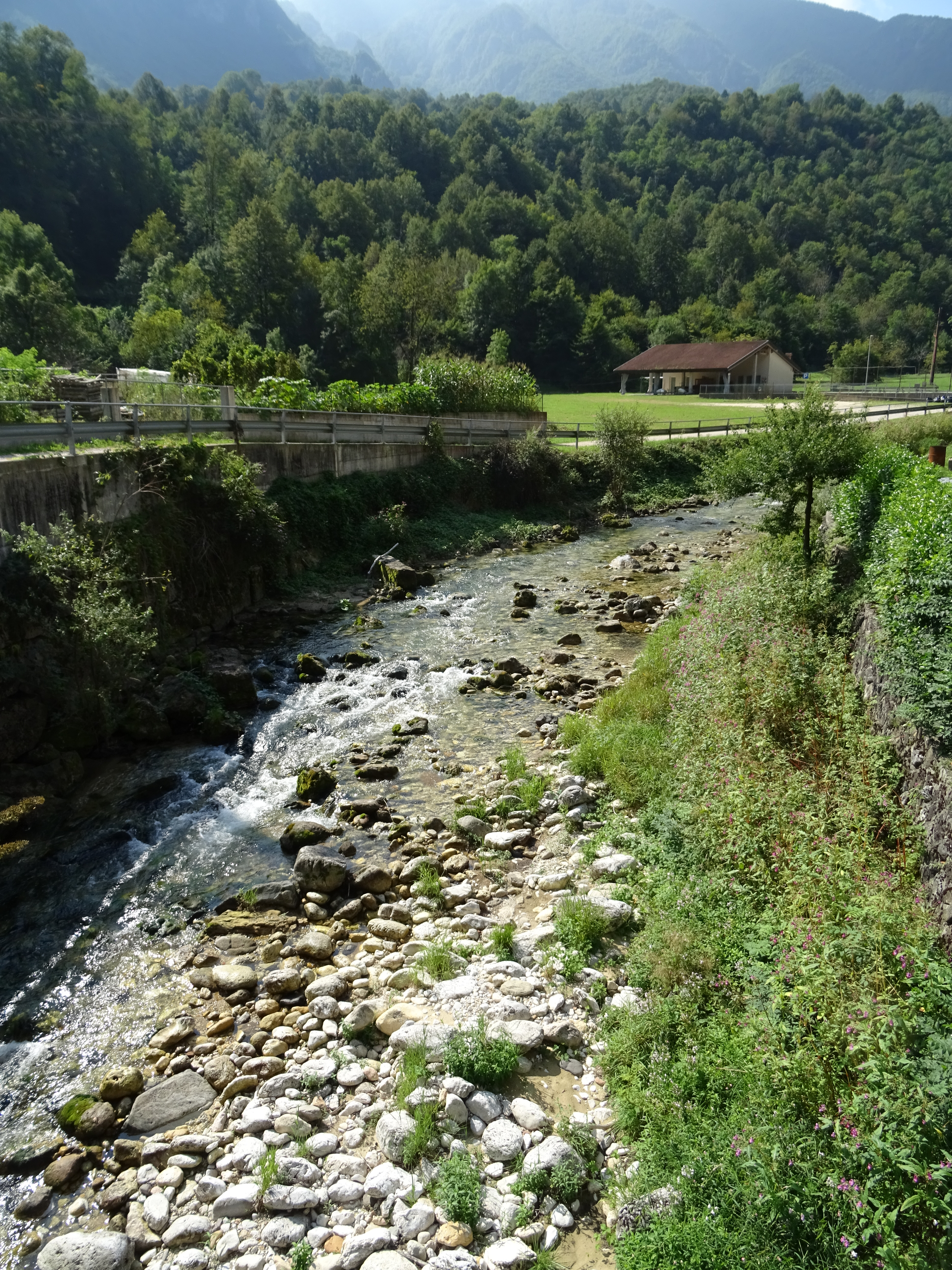
Il Posina a Fusine (comune di Posina)

Il torrente Posina nasce nei pressi del passo della Borcola (1200m s.l.m.). Da qui scorre in direzione sud-est attraverso il comune di Posina, che da esso prende il nome. Dopo il centro abitato di Fusine (comune di Posina) entra nel comune di Arsiero, costeggiando la frazione di Castana dove affluisce il torrente Zara, che drena le acque della Val di Ferro.
Da poco prima del ponte della Strenta il torrente forma il confine tra i comuni di Arsiero e Velo d'Astico; prosegue ricevendo le acque del torrente Rio Freddo poco a monte di Arsiero e infine confluendo nel torrente Astico presso Seghe di Velo (Velo d'Astico).
Ha una portata fortemente variabile a seconda delle precipitazioni.